# Mòng cánh xanh
Mòng cánh xanh (Anas carolinensis) hay (Anas crecca carolinensis) là một loài vịt phân bố rộng rãi, sinh sản ở phía bắc Bắc Mỹ trừ quần đảo Aleutia. Trong một thời gian loài này được xem là cùng loài với mòng két (A. crecca) nhưng vấn đề vẫn đang được xem xét bởi Liên minh Điểu học Mỹ; dựa trên đó IUCN và BirdLife International hiện nay không chấp nhận là một loài riêng. Tuy nhiên gần như tất cả các chuyên gia xem nó là một loài riêng dựa trên bằng chứng hành vi, hình thái học, và phân tử.
Nó là loài di trú mạnh và trú đông về phía nam của phạm vi phân bố của nó.